# Copa de España de Ciclismo Profesional 2020
La 2.ª edición de la Copa de España de Ciclismo Profesional de 2020 es una serie de carreras de ciclismo en ruta que se realiza en España. Comenzó el 30 de enero con la Trofeo Las Salinas y finalizó el 8 de noviembre con la Vuelta a España.
Formaron parte de la clasificación todos los ciclistas masculinos profesionales de España que hacen parte del UCI WorldTeam, UCI ProTeam y Continental sin límite de nacionalidad estableciendo un sistema de puntuación en función de la posición conseguida en cada competencia y a partir de ahí se crea la clasificación.
La Copa consta de 9 carreras del calendario español bajo las categorías UCI WorldTour, UCI ProSeries, 1.1 y 2.1 del UCI Europe Tour, excepto las que declinan estar en esta competición.

## Sistema de puntos
En cada carrera, los primeros 20 corredores ganan puntos y el corredor con la mayor cantidad de puntos en general es considerado el ganador de la Copa de España. Se llevan a cabo un sistema de puntos separado para las carreras por etapas, las carreras de un día, el Campeonato de España en Ruta y los ganadores de etapas.

### Clasificación carreras por etapas
| Posición | 1   | 2  | 3  | 4  | 5  | 6  | 7  | 8  | 9  | 10 | 11 | 12 | 13 | 14 | 15 | 16 | 17 | 18 | 19 | 20 |
| Puntos   | 100 | 90 | 80 | 70 | 60 | 55 | 50 | 45 | 40 | 35 | 30 | 25 | 20 | 15 | 10 | 8  | 6  | 4  | 2  | 1  |

### Clasificación carreras de un día
| Posición | 1  | 2  | 3  | 4  | 5  | 6 | 7 | 8 | 9 | 10 |
| Puntos   | 50 | 40 | 30 | 20 | 10 | 8 | 6 | 4 | 2 | 1  |

### Clasificación Campeonato de España
| Posición | 1  | 2  | 3  | 4  | 5  | 6  | 7  | 8  | 9  | 10 | 11 | 12 | 13 | 14 | 15 | 16 | 17 | 18 | 19 | 20 |
| Puntos   | 80 | 75 | 70 | 65 | 60 | 55 | 50 | 45 | 40 | 35 | 30 | 25 | 20 | 15 | 10 | 8  | 6  | 4  | 2  | 1  |

### Clasificación ganadores de etapas
| Posición | 1  | 2  | 3 | 4 | 5 | 6 | 7 | 8 | 9 | 10 |
| Puntos   | 15 | 10 | 8 | 7 | 6 | 5 | 4 | 3 | 2 | 1  |

## Carreras puntuables
| Clasificación | Clasificación                | Clasificación                    | Clasificación    | Clasificación            | Clasificación                        | Clasificación |
| Pos.          | Fecha                        | Carrera                          | Ganador          | Equipo                   | Líder de la clasificación individual |               |
| ------------- | ---------------------------- | -------------------------------- | ---------------- | ------------------------ | ------------------------------------ | ------------- |
| 1.º           | 30 de enero                  | Trofeo Las Salinas               | Matteo Moschetti | Trek-Segafredo           | Jon Aberasturi                       |               |
| 2.º           | 31 de enero                  | Trofeo Serra de Tramuntana       | Emanuel Buchmann | Bora-Hansgrohe           | Alejandro Valverde                   |               |
| 3.º           | 1 de febrero                 | Trofeo Pollensa-Andrach          | Marc Soler       | Movistar Team            | Marc Soler                           |               |
| 4.º           | 2 de febrero                 | Trofeo Playa de Palma            | Matteo Moschetti | Trek-Segafredo           | Marc Soler                           |               |
| 5.º           | 5-9 de febrero               | Vuelta a la Comunidad Valenciana | Tadej Pogačar    | UAE Team Emirates        | Alejandro Valverde                   |               |
| 6.º           | 28 de julio-1 de agosto      | Vuelta a Burgos                  | Remco Evenepoel  | Deceuninck-Quick Step    | Mikel Landa                          |               |
| 7.º           | 2 de agosto                  | Circuito de Guecho               | Damiano Caruso   | Team Bahrain McLaren     | Mikel Landa                          |               |
| 8.º           | 12 de octubre                | Clásica de Ordizia               | Simon Carr       | Nippo Delko One Provence | Mikel Landa                          |               |
| 9.º           | 20 de octubre-8 de noviembre | Vuelta a España                  | Primož Roglič    | Jumbo-Visma              | Alejandro Valverde                   |               |

## Clasificaciones Finales
Clasificaciones finales tras la Vuelta a España 

### Individual
| Posición | Ciclista                     | Equipo                 | Puntos |
| -------- | ---------------------------- | ---------------------- | ------ |
| 1.º      | Alejandro Valverde           | Movistar               | 306    |
| 2.º      | Enric Mas                    | Movistar               | 219    |
| 3.º      | Marc Soler                   | Movistar               | 209    |
| 4.º      | David de la Cruz             | UAE Team Emirates      | 173    |
| 5.º      | Mikel Nieve                  | Mitchelton-Scott       | 162    |
| 6.º      | Mikel Landa                  | Team Bahrain McLaren   | 150    |
| 7.º      | Jon Aberasturi               | Caja Rural-Seguros RGA | 142    |
| 8.º      | Ion Izagirre                 | Astana                 | 125    |
| 9.º      | Óscar Rodríguez Garaicoechea | Astana                 | 97     |
| 10.º     | Rubén Fernández Andújar      | Euskaltel-Euskadi      | 83     |

### Jóvenes
| Posición | Ciclista     | Equipo       | Puntos |
| -------- | ------------ | ------------ | ------ |
| 1.º      | Bandera de ? | Bandera de ? |        |
| 2.º      | Bandera de ? | Bandera de ? |        |
| 3.º      | Bandera de ? | Bandera de ? |        |

### Equipos
| Posición | Equipo       | Puntos |
| -------- | ------------ | ------ |
| 1.º      | Bandera de ? |        |
| 2.º      | Bandera de ? |        |
| 3.º      | Bandera de ? |        |
| 4.º      | Bandera de ? |        |
| 5.º      | Bandera de ? |        |